# Vilafranca de Perigòrd
Vilafranca de Perigòrd (en francès Villefranche-du-Périgord) és un municipi francès situat al departament de la Dordonya i a la regió de la Nova Aquitània.

## Demografia
| 1962                                       | 1968 | 1975 | 1982 | 1990 | 1999 | 2007 |
| ------------------------------------------ | ---- | ---- | ---- | ---- | ---- | ---- |
| 912                                        | 844  | 808  | 799  | 827  | 806  | 770  |
| Des de 1962: població sense dobles comptes |      |      |      |      |      |      |

## Administració
| Període   | Identitat         | Partit        |
| --------- | ----------------- | ------------- |
| 2001-2009 | Vincent Deltreuil | Divers droite |
| 2009-     | Claude Brondel    |               |